# Gusti Jirku

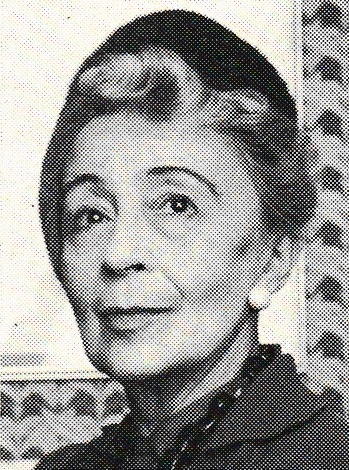

Augustina „Gusti“ Jirku, auch Stridsberg (geboren 27. August 1892 in Czernowitz, Österreich-Ungarn; gestorben 13. März 1978 in Lidingö) war eine Schriftstellerin in deutscher und schwedischer Sprache.

## Leben
Gusti Mayer war eine Tochter des Bankiers und Hofrats Ferdinand Mayer und der Anna von Monvits. Sie wohnte ab 1916 nahe Windischgraz. Sie studierte Anglistik in Wien und machte ein Lehrerinnenexamen. Sie begann erst nach 1924 intensiv Slowenisch zu lernen. Ihr Lehrer weckte ihr Interesse an Ivan Cankar, sodass sie 1929 eine Werkauswahl unter dem Titel Der Knecht Jernej. Eine Auswahl in Übersetzung veröffentlichte. Das Vorwort steuerte Emil Alphons Rheinhardt bei. 1930 wurde ihre Übersetzung von Cankars Hiša Marije Pomočnice unter dem Titel Das Haus der barmherzigen Mutter Gottes verlegt. 1931 erregte sie mit ihrem ersten eigenen Roman zwischen den Zeiten Aufsehen.
Im Spanischen Bürgerkrieg war sie auf republikanischer Seite Sanitätsgehilfin bei den Internationalen Brigaden.
Durch VENONA wurde aufgedeckt, dass sie während des Zweiten Weltkrieges in San Francisco unter dem Decknamen Klara als Informantin für sowjetische Geheimdienste tätig war.

## Werke

### AlsGusti Jirku
- Wir kämpfen mit! Jirku, Gusti. – [S.l., Spanien]: Ayuda Medica Extranjera (Ausländische Medizin. Hilfe), [1938] Vorhanden in Leipzig
- Zwischen den Zeiten; Stridsberg, Gusti. – Leipzig: Tal, 1931  Vorhanden in Leipzig
- Das Haus zur barmherzigen Mutter Gottes; Cankar, Ivan. – Wien: Niethammer-Verlag, 1930, 1.–5. Tsd. Vorhanden in Leipzig
- Der Knecht Jernej; Cankar, Ivan. – Wien [I, Graben 29 a]: Niethammer-Verlag, 1929, 1.–5. Tsd.
- Gusti Jirku: Kampf dem Tode! Die Arbeit des Sanitätsdienstes der internationalen Brigaden. (PDF; 3 MB) Madrid, o. J., 62 S. (Friedrich-Ebert-Stiftung)

### AlsGusti Stridsberg
- Vår stund med varandra; Stridsberg, Gusti. – Stockholm: Rabén & Sjögren, 1968.
- Hjärtats äventyr; Stridsberg, Gusti. – Stockholm: Rabén & Sjögren, 1967, 2. uppl.
- Slottet vid gränsen; Stridsberg, Gusti. – Stockholm: Raben & Sjögren, 1965;  Vorhanden in Leipzig.
- Mine fem liv; Stridsberg, Gusti. – Stavanger: Stabenfeldt, 1963; mehrere Auflagen.
- Viisi maailmaani; Stridsberg, Gusti. – Jyväskylä: Gummerus, 1963, 3. painos.
- Medizinische Ausbildung in Schweden; Rexed, Bror. – Stockholm: Schwedisches Institut f. kulturellen Austausch mit d. Auslande, 1962.
- Menschen, Mächte und ich; Stridsberg, Gusti. – Hamburg: Hoffmann u. Campe, [1961], [1. – 7. Tsd.]